# Aulacoserica pseudorufula
Aulacoserica pseudorufula är en skalbaggsart som beskrevs av Louis Burgeon 1943. Aulacoserica pseudorufula ingår i släktet Aulacoserica och familjen Melolonthidae. Inga underarter finns listade.